# 정규 음반
정규 음반(Studio album)은 녹음실에서 만들어진 음반을 뜻한다. 이전에 녹음한 곡의 컴필레이션 음반, 리패키지 음반, 공연 실황을 담은 라이브 음반과는 구별되며, 대체로 이전에 공개되지 않은, 새로 녹음된 신곡을 중심으로 구성된다. 기존에 출시된 곡의 새로운 버전의 리믹스를 포함하기도 한다.
정규 음반에는 일반적으로 10곡 이상의 녹음된 신곡이 실린다. 음반을 곡 수에 따라 싱글, 익스텐디드 플레이(EP), 음반(album)으로 구분할 때, 정규 앨범은 대체로 앨범과 동의어로 쓰인다.

## 대한민국의 정규 음반
해방 이후 대한민국의 음반 시장에서는 LP, 테이프, CD를 가리지 않고 싱글이나 EP 대신 10곡 전후의 곡이 실리는 정규 음반이 주로 발매되었다. 대한민국 최초의 LP가 1958년에 공보실 레코드제작소에서 제작된 이후, 몇 곡을 싣든 단가에는 큰 차이가 없어 굳이 한 장의 음반에 적은 수의 곡을 실을 필요가 없었을 뿐더러, 그 밖에도 싱글의 시장성에 대한 불확실성, 싱글 출시로 인하여 시장에 찾아올 변화에 대한 두려움, 담합으로 고정된 음반 가격 등이 그 요인으로 지적되었다. 그러나 음반 시장이 실물 음반 판매보다는 음원 유통으로 기울게 되면서, 정규 음반은 2000년대 후반 들어 줄어들고 대신 싱글과 EP가 늘어나는 추세이다.

## 같이 보기
- 라이브 음반